# Libertiasläktet
Libertiasläktet (Libertia) är ett släkte i familjen irisväxter cirka 16 arter från södra Australien, Nya Zeeland och Sydamerika. Arterna är inte härdiga i Sverige, men kan odlas i kruka med sval övervintring.

## Arter
| - Libertia caerulescens - Libertia cranwelliae - Libertia edgariae - Libertia chilensis - Libertia grandiflora - Libertia ixioides - Libertia macrocarpa - Libertia micrantha | - Libertia mooreae - Libertia orbicularis - Libertia paniculata - Libertia peregrinans - Libertia pulchella - Libertia sessiliflora - Libertia tricolor - Libertia tricocca Phil. |